# El Niño

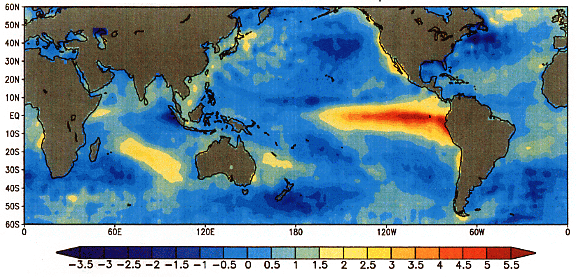
Karta över temperaturavvikelser från det normala under El Niño 1997.

El Niño ([ɛlniʹnjo]; öv. 'Pojken') är ett återkommande kombinerat klimat- och hydrologiskt fenomen huvudsakligen i de östra delarna av Stilla havet, men även delvis i Indiska oceanen. Under El Niño är haven ovanligt varma, särskilt längs Sydamerikas västkust. Fenomenet uppträder oregelbundet i intervaller som varierar mellan vartannat år till vart sjunde år. El Niño dyker ofta upp strax efter jul och kan hålla i sig runt 12 till 17 månader men ibland längre eller kortare beroende på styrkan. 
Fenomenet påverkar havstemperaturen, hastigheten och styrkan hos havsströmmarna, tillgången till fisk och lokala väderförhållanden i såväl Sydamerika, som Australien och andra områden.
El Niño är den varma delen av ett större fenomen som kallas El Niño-Södra oscillationen (ENSO). I oscillationen ingår även en kallare period som kallas La Niña.

## Namnet
Namnet El Niño är spanska för "pojken" och syftar på Jesusbarnet, som föddes vid juletid, och julen är den tid då El Niño brukar starta. Namnet började användas under 1800-talet av fiskare i norra Peru för att beskriva havets rörelser runt jul.

## Bakgrund

El Niño (Bearbetning av bild från TAO Project/NOAA).

Under neutrala eller normala förhållanden driver passadvindar runt ekvatorn varmt ytvatten från de östra delarna av Stilla havet västerut mot Indonesien och Australien. De varma passadvindarna leder till att vattenytan är ungefär en halvmeter högre och 7,2 °C varmare i Indonesien jämfört med Ecuador. Vattnet som drivits västerut ersätts av kallare bottenvatten som strömmar österut och väller upp från den eufotiska havszonen för att samlas längs Sydamerikas kust. Det kalla vattnet innehåller mycket näring – inte minst nitrater och fosfater – och göder fytoplankton som använder näringen till fotosyntes. Fytoplankton i sin tur utgör grunden för näringskedjan uppåt och äts av bland annat musslor och påverkar i slutändan tillgången på anchoveta, sälar och sjöfåglar.
Uppvällningen av kallt vatten medför att det vanligen är torr luft och torka vid norra Chiles, Perus och södra Ecuadors kust. Förflyttningen av det varma vattnet från västra Stilla havet resulterar i sin tur i ökad nederbörd runt Indonesien och Nya Guinea. Processerna med passadvindar och havsströmmar påverkar inte bara det regionala utan även det globala klimatet.

## Beskrivning

### El Niño
Under år med El Niño är skillnaden i lufttryck mellan västra och östra Stilla havet betydligt lägre än övriga år, vilket leder till att passadvindarna försvagas och ändrar riktning. De svagare och förändrade vindförhållanden påverkar i sin tur havsströmmarna. I stället för att drivas västerut samlas det varma ytvattnet utanför Sydamerikas kust. Följden blir att vädret ändras dramatiskt. Det varma ytvattnet värmer upp atmosfärens lägre områden, vilket ger en ökad molnbildning med kraftigare regn än vanligt. Regionen drabbas nu i stället av mycket kraftiga regn, som särskilt under kraftiga El Niño-år orsakar katastrofala översvämningar. 
Det varma vattnet hindrar den uppvällning av kallt vatten som sker under normala väderförhållanden, vilket påverkar tillgången till fytoplankton, något som i sin tur försvagar andra delar av näringskedjan och bland annat leder till mindre fisk. De mindre fiskbestånden har stor påverkan på de människor som försörjer sig på fisket. På andra sidan Stilla havet i Indonesien och östra Australien råder rakt motsatta förhållanden. Där drabbas man i stället av stigande lufttryck och svår torka vilket slår hårt mot jordbruket och ofta orsakar väldiga skogsbränder.
El Niño är ett av de kraftfullaste naturfenomen som existerar och påverkar stora delar av världen. I Indiska oceanen och Atlanten finns liknande fenomen som dock är mindre kraftfulla. Det finns tecken som tyder på att El Niño har ett inflytande även över dessa. Under El Niño-perioder stiger också jordens medeltemperatur.

### La Niña
La Niña är beteckningen på den period som följer när El Niño-perioden är avslutad. La Niña är El Niños motsats. Nu blir i stället havsvattnet i de östra och centrala Stilla havet ovanligt kallt medan motsatsen gäller i havet utanför Indonesien och Australien. Till skillnad från El Niño sänker La Niña jordens medeltemperatur. I mitten av mars 2008 befann sig världen i en stark La Niña-period. Detta medförde att vintern 2007/2008 globalt sett var den kallaste på 14 år. Klimatforskarna menar emellertid att den förhållandevis kalla vintern i världen 2007/2008 inte på något sätt innebär att den pågående uppvärmningen av jorden hejdats (se Global uppvärmning). Tvärtom menar man att jordens medeltemperatur åter kommer öka markant så snart La Niña-perioden är slut och att vintern 2007/2008 trots La Niña ändå var varmare än normalt jämfört med perioden 1901–2000. El Niño och La Niña bildar tillsammans södra oscillationen, även kallad ENSO.

## Historik

Korrelation mellan El Niño/La Niña-händelsernas styrka (färgkodad) och den globala temperaturökningen. År med stark El Niño är temperaturökningen större, omvänt för La Niña.

Under 1900-talet har ett antal El Niño-händelser klassats som extra starka. Det gäller särskilt El Niño 1972-73, 1982-83, 1997-98 och 2015-16. I takt med den globala uppvärmningen tycks El Niño och La Niña växa sig starkare.

## Konsekvenser
El Niño får en rad konsekvenser i många regioner, även utanför Stilla havsområdet. På vissa håll ökar nederbörden, medan det blir torka på andra håll. Indirekta effekter av fenomenet är spridning av nya sjukdomar eller påverkan på spannmålsproduktion, vilket i sin tur kan leda till problem med svält. Fenomenet får även ekologiska och ekonomiska konsekvenser, samt påverkar risken för gräs- och skogsbränder.

### Nederbörd
Amazonområdet drabbas av torka, men i Centralamerika blir vädret varmare och nederbörden ökar. Även de södra och centrala delarna av Australien drabbas av svår torka. I Afrika drabbas de östra regionerna, främst Kenya, Tanzania och Etiopien, av översvämningar. De sydcentrala delarna drabbas däremot av kraftigt minskad nederbörd, till exempel Zambia och Botswana. Kraftiga El Niños leder till kraftigt minskad nederbörd även i stora delar av det även i normala fall torra Mellanöstern. Regionen mellan Mississippifloden och Klippiga bergen (Mellanvästern) får varmare och torrare väder än normalt, ofta till och med svår torka.

### Temperatur
Högplatån i Anderna får ovanligt kalla vintrar. I Nordamerika får södra Kalifornien och norra Mexiko kallare och blötare väder än normalt. Däremot blir vintrarna ovanligt varma i centrala och östra USA. Globalt sett höjer El Niño jordens medeltemperatur. 1998, då världen drabbades av den kraftigaste El Niño-perioden under åtminstone senaste seklet, var det dittills varmaste året som registrerats globalt sett.

### Konsekvenser för haven
På och omkring Galápagosöarna påverkas det stora djurlivet av att den kalla och näringsrika Cromwellströmmen påverkas. Detta resulterar i att många fågelungar, sälungar och även havsleguanerna drabbas.

### Stormar och lågtryck
Man har också funnit ett samband mellan El Niño, ökad tornadoförekomst i Nordamerika och färre tropiska cykloner i Atlanten. I Europa finns mindre klara samband. Det finns emellertid flera indicier som tyder på att El Niño påverkar lågtrycksaktiviteten på Atlanten (nordatlantiska oscillationen) vilket ger ovanligt milda vintrar under El Niño-år, vilket också ökar risken för svåra stormar.

## Forskning kring El Niño
Från 1950-talet och framåt har det bedrivits intensiv forskning kring fenomenet. Under 1900-talets första hälft ansågs El Niño vara ett lokalt fenomen, som enbart drabbade Sydamerikas kusttrakter. Numera vet man att det är ett oerhört kraftfullt fenomen, som påverkar vädret över stora delar av jordklotet. Riktigt kraftiga El Niños som den 1997/98 anses ha varit orsaken till en rad väderrelaterade naturkatastrofer över hela världen.
Den förste som beskrev El Niño-fenomenet var engelsmannen Gilbert Walker. Walker som var fysiker och matematiker fann under 1910- och 1920-talen ett samband mellan lufttrycken över Stilla havet och den årliga monsuncirkulationen över Asien. I Indien där bönderna är helt beroende av sommarmonsunens regn hade man i slutet av 1800- och början av 1900-talet drabbats av flera svåra torkkatastrofer med hungersnöd som följd, när sommarmonsunen nästan uteblev. Walker fann att de år när lufttrycket över Stilla havets östra delar var lågt, så var det högre än normalt i Indonesien. Dessa år tycktes även sommarmonsunen över Syd- och Sydostasien försvagas. Vid den här tiden ansåg flertalet meteorologer att det knappast fanns några samband mellan vädret på så vitt skilda platser som Sydamerika och Asien. Många avfärdade därmed hans resultat.
I slutet av 1950-talet drog emellertid ett FN-stött projekt igång en stor studie för att bättre förstå sambanden mellan vädret på olika platser i världen. Man var nu övertygad om att sådana samband fanns och allt fler indicier pekade på att El Niño knappast var ett lokalt fenomen. 1959 fann slutligen den norsk-amerikanske meteorologen Jacob Bjerknes bevisen och förklaringen till att torrperioderna, respektive de exceptionellt regniga perioderna på västra respektive östra sidan av Stilla havet alltid sammanföll. El Niño hade således ett avgörande inflytande på vädret på platser som låg över 16 000 kilometer från varandra.
Kommande decennier fortsatte studierna kring fenomenet och man fann allt fler samband mellan El Niño och vädret på fler vitt skilda platser i världen. Klimatforskare och historiker har också visat att El Niño-fenomenet vid upprepade tillfällen har påverkat historiens förlopp och att så kallade meganiños (kraftiga El Niño-perioder som varar åtskilliga år, eller till och med decennier) även utplånat hela kulturer. De senaste åren har forskningen ökat huruvida den globala uppvärmningen kommer påverka El Niño–La Niña-cykeln.